# Cyberdetective
Cyberdetective ist eine deutsche Hörspiel-Science-Fiction-Krimi-Serie, die aus der Feder von David Holy stammt, der sich auch für Produktion und Regie verantwortlich zeigt. Produziert wurde die Serie durch die Firma Holysoft Studios Ltd. Die Serie verbindet viele Elemente, die man aus James Bond, Jonas der Letzte Detektiv und Cyberpunk-Werken kennt.

## Handlung
Cyberdetective
Der Protagonist James lebt in der Mega Metropole Neo City, auch Babylon genannt. Er verdingt sich als ehrlicher Detektiv und hat häufiger Geld- und Zahlungsprobleme. Bei seinen Fällen hilft ihm seine künstliche Intelligenz „Mouse“. Immer mehr legt sich James mit Superreichen, Wirtschaftsbossen und kriminellen Elementen an und wird dabei zur Zielscheibe dieser Gruppe. Der Hauptcharakter lebt in einer Welt voller Korruption, Kriminalität und Konflikten. Diese Welt voller Schatten bietet jedoch auch viele Elemente des Lichts: Vor allem macht sich dies bemerkbar in technologischen Fortschritten, die den Menschen und die Menschheit als Gesamtheit voranbringt, aber von einer Gruppe von mächtigen Minderheiten missbraucht wird.

## Produktion
Die Idee der Serie bestand bereits seit 2003, dem Jahr, in dem der Autor ein erstes Skript verfasste. Über die Jahre reifte der Entstehungs- und Entwicklungsprozess und gipfelte in einer Neuinterpretation des Stoffes in Form von 11 Skripten im Jahre 2015 in die finale, jetzt veröffentlichte Fassung. Die Serie hat laut des Produzenten keinen finanziellen Hintergrund und daher werden die ersten 4 Folgen (1–3 und 5) auch kostenlos auf dem Youtube-Kanal des Autors veröffentlicht. Die Finanzierung der Serie geschah als Nebenproduktion der aufwändigen Klassiker Produktionen der Holysoft Studios im Jahre 2015/2016. Damit konnten selbst für Kleinrollen kostengünstig ausschließlich bekannte Synchronstimmen und prominente Schauspieler gewonnen werden. Für die Cover konnte der Zeichner Colin Winkler gewonnen werden. Das Titelthema stammt von dem deutschen, aber in L.A. ansässigen Komponisten Ryo Ishido.

## Sprecher
Die Hauptrollen werden von Sascha Rotermund und Eva Habermann gesprochen.
Hauptfiguren:
| Rolle     | Sprecher         | Rollenbeschreibung |
| --------- | ---------------- | --- |
| James     | Sascha Rotermund | Der typische „Hard Boiled“-Detektiv. Ehrlich. Hart. Unbestechbar.                                                        |
| Mouse     | Eva Habermann    | Die künstliche Intelligenz Mouse ist ein gesammeltes Wissensarchiv, zudem frech und aufmüpfig wie ein kleines Kind.      |
| Inspektor | Lutz Riedel      | Der Inspektor ist der größte Kritiker von James, aber zugleich auch sein größter Bewunderer.                             |
| Andrea    | Dascha Lehmann   | Sie ist die Lebensgefährtin von James, mit der es aufgrund seiner Fälle und Art immer zu massiven Reibungspunkten kommt. |

## Hörspiele
| - Episode 01: Prototyp - Episode 02: Tierfarm - Episode 03: Eden - Episode 04: Bankraub - Episode 05: Doppelgänger - Episode 06: Cyberheim - Episode 07: Weihnachtsgeist - Episode 08: Traumurlaub - Episode 09: Psychodoc - Episode 10: Leviathan - Episode 11: Elfenheim - Episode 12: Majestic 12 - Episode 13: Robowahn - Episode 14: Luna - Episode 15: Müllplanet - Episode 16: Unterstad - Episode 17: Maschinenfleisch - Episode 18: Supershot - Episode 19: Attentat - Episode 20: Zweistein | - Episode 21: Seuche - Episode 22: Amnesia - Episode 23: Illuminate - Episode 24: Nulltag - Episode 25: Traumtänzer - Episode 26: Relikt - Episode 27: Bodyguard - Episode 28: Cyberspace - Episode 29: Cyberträume - Episode 30: Cyberpunkt - Episode 31: Mikrokosmos - Episode 32: Megablock - Episode 33: Devolution - Episode 34: Apostel - Episode 35: Avalon - Episode 36: Armageddon - Episode 37: Fallout - Episode 38: Feinschmecker - Episode 39: Hohlwelt - Episode 40: Utopia | - Episode 41: Dystopia - Episode 42: Babylon - Episode 43: Minihausen - Episode 44: Kolonie - Episode 45: Arche - Episode 46: Area51 - Episode 47: Isolados - Episode 48: Lehrkörper - Episode 49: Lovecraft - Episode 50: Fancon - Episode 51: Kopfgeld - Episode 52: Netzlos - Episode 53: Syndikat - Episode 54: Traumpark - Episode 55: Extraleben - Episode 56: Ozon - Episode 57: Mausefalle - Episode 58: Atlantis - Episode 59: Ouroboros - Episode 60: Humans |